# Neofacydes townesi
Neofacydes townesi là một loài tò vò trong họ Ichneumonidae.